# Jicayán de Tovar
Jicayán de Tovar es una localidad del estado mexicano de Guerrero. Es parte del municipio de Tlacoachistlahuaca.

## Toponimia
El nombre «Jicayán» proviene de los términos en náhuatl: xicalli, jícara; yan, lugar. Su significado es «Lugar de jícaras».

## Demografía
| Gráfica de evolución demográfica |
|                                  |

| Censo | Población |
| ----- | --------- |
| 1940  | 254       |
| 1950  | 322       |
| 1960  | 308       |
| 1970  | 534       |
| 1980  | 709       |
| 1990  | 831       |
| 2000  | 874       |
| 2010  | 1 397     |
| 2020  | 1 484     |